# John Barclay
John Barclay, född 28 januari 1582 och död 15 augusti 1621, var en skotsk författare och satiriker.
Barclay är främst känd genom sina båda romaner, den första Euphomionis satyricon i en pikaresk och den senare Argenis i romantisk stil. Argenis översattes till svenska av Harald Appelboom 1670, av Jonas Malmborg 1740 och av Johan (Jean) Ehrenström 1741.